# Anexo de e-mail
Anexo de e-mail é um arquivo qualquer (imagem, texto, vídeo, etc.) que é incorporado a uma mensagem de correio eletrónico para ser enviada. O destinatário receberá a mensagem com um arquivo anexado.